# Hapalogenys
Hapalogenys és un gènere de peixos pertanyent a la família dels hemúlids.

## Taxonomia
- Hapalogenys analis (Richardson, 1845)[2]
- Hapalogenys dampieriensis (Iwatsuki & Russell, 2006)[3]
- Hapalogenys filamentosus (Iwatsuki & Russell, 2006)[3]
- Hapalogenys kishinouyei (Smith & Pope, 1906)[4]
- Hapalogenys merguiensis (Iwatsuki, Satapoomin & Amaoka, 2000)[5]
- Hapalogenys mucronatus (Eydoux & Souleyet, 1850)
- Hapalogenys nigripinnis (Temminck & Schlegel, 1843)[6]
- Hapalogenys nitens (Richardson, 1844)
- Hapalogenys sennin (Iwatsuki & Nakabo, 2005)[7][8][9][10][11][12][13]